# ゾーハル

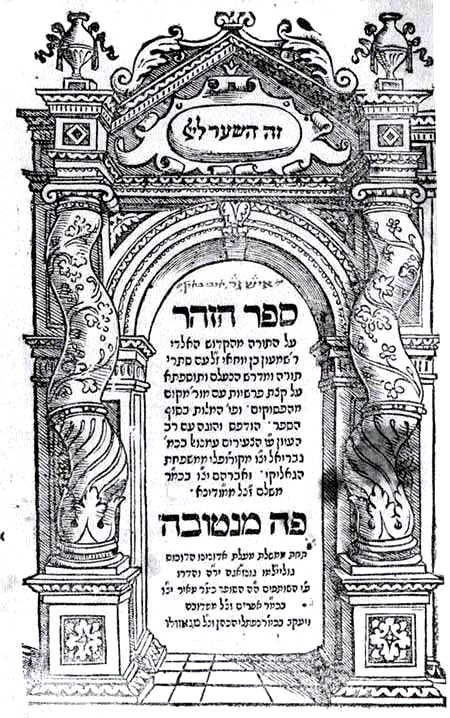
ゾーハルの初出版のもの
（1558年・マントヴァ）

『ゾーハル』（ヘブライ語: זוהר, ラテン文字転写: Zōhar）カバラ思想の基本文献のひとつ。表向きは「西暦2世紀のパレスチナでラビ・シモン・ベン・ヨハイが彼の学塾で弟子たちと行った議論」という形式で書かれている。実際の成立は1275年ごろのようである。著者はモーゼス・デ・レオンと言われているが、ユダヤ神秘主義の専門家であるショーレムによると実際には、長い年月にわたって書かれて来た複数の著作を編纂したものである。執筆言語はヘブライ語が一部、大部分の残りはアラム語である。
作品全体はトーラー、ルツ記、雅歌に対するミドラーシュとして構成されている。絶えずセフィーロートの原理について言及されているが、一部の例外を除いて直接「カバラ」や「セフィーロート」といった用語を用いることは避けられ、常に言い換えによって表現されている。

## 書名
「ゾーハル」という名は、この本の中でそのように自己言及する部分があるからである。スペインのカバラ神秘主義者の書物の中では、本書のことを「ラビ・シモン・ベン・ヨハイのミドラーシュ」と呼んだり「ラビ・シモン・ベン・ヨハイのメヒールター」と呼んだりもする。それは本書がユダヤ法の註釈書の形式で書かれているため、そのような真正の註釈書の呼び方を模倣しているためである。ほかにも、写本の一系統においては Midrash Yehi Or と呼ばれており、これは本書が『創世記』の一節「光あれ」の箇所（Gen. 1:3）の註釈を含むためである。また、本書のオリジナルが書かれた当時は Yerushalmi という名称で呼ばれてもいた。

## 形式
『ゾーハル』は比較的短い宣言や長めの説教、さまざまな事柄を扱った議論を含む文書集である。大部分がラビ・シモン・ベン・ヨハイが彼の学塾で弟子たちと行った議論（タンナ）であるが、誰が述べているのかがわからない文章もある。厳密に統一された一書であるとは言えない文書群が『ゾーハル』の書名の下でひとまとめにされている。過去に印刷された『ゾーハル』のほとんどの版では全体が5部に分けられ、第1～3部が Sefer ha-Zohar al ha-Torah、第4部が Tikkunei ha-Zohar、第5部が Zohar Ḥadashと呼ばれている。
1953年にエルサレムで出版された『ゾーハル』の刊本は23の文書からなる。ショーレムによれば、これら文書は3層構造になっており、基層にシモン・ベン・ヨハイと弟子たちの議論の形式で書かれたトーラーや雅歌のミドラーシュ、「封印の書」と呼ばれる文書、『エゼキエル書』1章の戦車（メルカバー）の幻視に関する解釈の書などが含まれる。第2層には「トーラーの秘密」、「隠されたミドラーシュ」と呼ばれる文書と、『ルツ記』のミドラーシュが含まれる。第3層には、モーゼの十戒のカバラ思想的解釈に関する文書など、他の文書からの関連が薄く独立性の高い文書がいくつか含まれる。各層はそれぞれ明確な統一性を持っている。『ゾーハル』の名の下に集積されている文書群のうち、第1層が『ゾーハル』の本体であり、他の層はそれより後の時代にそれぞれ別の時代に作られたものであると、ショーレムは言う。

## 成立年代と作者
その存在は、1280年から1286年にかけて、スペイン北東部カタルーニャ地方で、古代アラム語の手稿が発見されたことで、初めて明らかとなった。
ゲルショム・ショーレムによれば2世紀にイスラエル地方で話されていたアラム語のスタイルが用いられている。
しかし、2世紀のタンナーであるシモン・バル・ヨハイ（シメオン・ベン・ヨーハイ）の（講話記録形態の）編纂に擬されているが、実際には、13世紀のスペインのカバリスト、ラビ・モーシェ・デ・レオン（モーゼス・デ・レオン）の創作とされる。
ユダヤ神秘思想の中に出てくる、セフィロトやアダム・カドモン、様々な天使、膨大な数を取り巻く多くの天国などの諸々の神秘思想などがまとめられたユダヤ神秘思想関係の重要文献である。
「ゾーハル」については、16世紀のモーゼス・コルドベロなど、後世の多くのカバリストが註解を書いている。

## ゾーハルの二つの主題
「ゾーハル」の主題は二つある。
一つは世界の創造に関わる「セフィロト」の神秘的解釈である。
太陽から太陽光線が輝き出るように、「アイン・ソフ（エイン・ソフ、エン・ソフとも）」と呼ばれる神から連続して流出するものが「セフィロト」で、原初の人間は完全なる人間として、全部で10のセフィラから成り立っていた。
この、本来は完全なる人間の活動を阻害し、宇宙的調和を乱すものが「悪」で、悪とは「スィトラ・アフラ（他の側面）」と呼ばれる、創造に際して破壊された旧世界の残存物であり、アダムが「生命の樹」と「善悪の知識の樹」を分離した時に、この世界に入ってきたとする。
もう一つは現世と霊界におけるユダヤ人の状況と運命である。
「ゾーハル」は世界の歴史の始まりから終わりまでの期間を7000年間とし、1000年ごとに六分した6000年間が、旧約聖書の創世記における創世の6日間に当てはまるとし、7日目にあたる7000年期には全ての存在が原初に還るとする。
ゆえに、ユダヤ暦は西暦換算で紀元前3761年を紀元とするので、世界の創造から既に6000年近くが経過していることになり、現在を世界の終末だとするのである。

## 註釈
1. ↑  「メヒールター」は「ミドラーシュ」に似た意味。

## 典拠
1. 1 2 3 4 5 6 7 8 9 10 11 12 13 14 15 16 17 18 19  Scholem, Gershom. Hellner-Eshed, Melila. Zohar and Kabbalah, original version, in Encyclopaedia Judaica. First Edition, Keter publishing. 1971 - 1972.(original); 2007.
2. 1 2 3 4 5  ムーサフ＝アンドリーセ, R.C. 著、市川裕 訳『ユダヤ教聖典入門―トーラーからカバラーまで』教文館、1990年、171-177頁。ISBN 4-7642-6262-2。